# C-1 トレーダー (航空機)
C-1 トレーダー
C-1A Trader 1987年3月27日撮影
- 用途：輸送機
- 分類：艦上輸送機
- 製造者：グラマン社
- 運用者
  -  アメリカ合衆国（アメリカ海軍）
  -  ブラジル（ブラジル海軍）
- 初飛行：1952年1月19日
- 生産数：83機(C-1) 4機(EC-1A)
- 退役：1988年9月(アメリカ海軍)
- 運用状況：退役(2018年ブラジル海軍で再就役予定)

C-1 トレーダーは、アメリカ海軍が使用していた艦上輸送機。グラマン社製造。愛称はトレーダー(Trader：商人、貿易商の意)。
陸上から洋上の航空母艦へ補給物資を輸送する艦上輸送機(COD:Carrier Onboard Delivery, 基地-空母間連絡輸送)として運用された。

## 開発

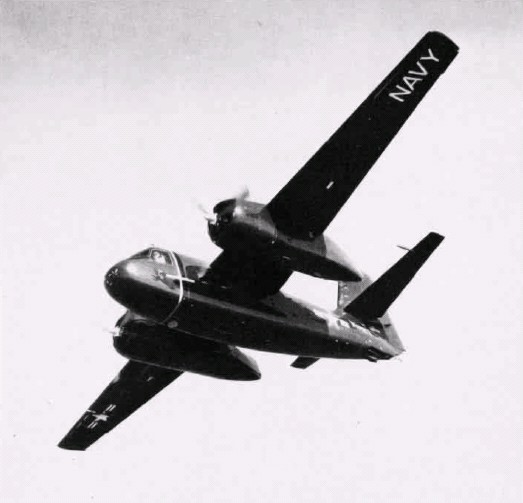
TF-1 試作機

1950年代初頭、グラマン社は新型の艦上対潜哨戒機であるS-2の開発を行っていた。S-2は艦上機としては大型であるために対潜哨戒型以外への転用も容易であるとして、1951年12月、グラマン社はS-2の改造機をCOD機としてアメリカ海軍に提案した。
当時、アメリカ海軍はAD-5R（A-1スカイレイダーの改造型）をCOD任務に使用していたが、AD-5Rの貨物搭載量は900kgしかなく運用に苦労していた為、グラマン社の提案を受け入れてTF-1の呼称で45機を発注した。
S-2を改造した試作機の初飛行は1952年1月19日に行われた。なお、1962年アメリカ軍の航空機命名規則統一により、TF-1の制式名称はC-1Aと改称された。最終的には派生型も含めて87機が生産されている。

## 構造

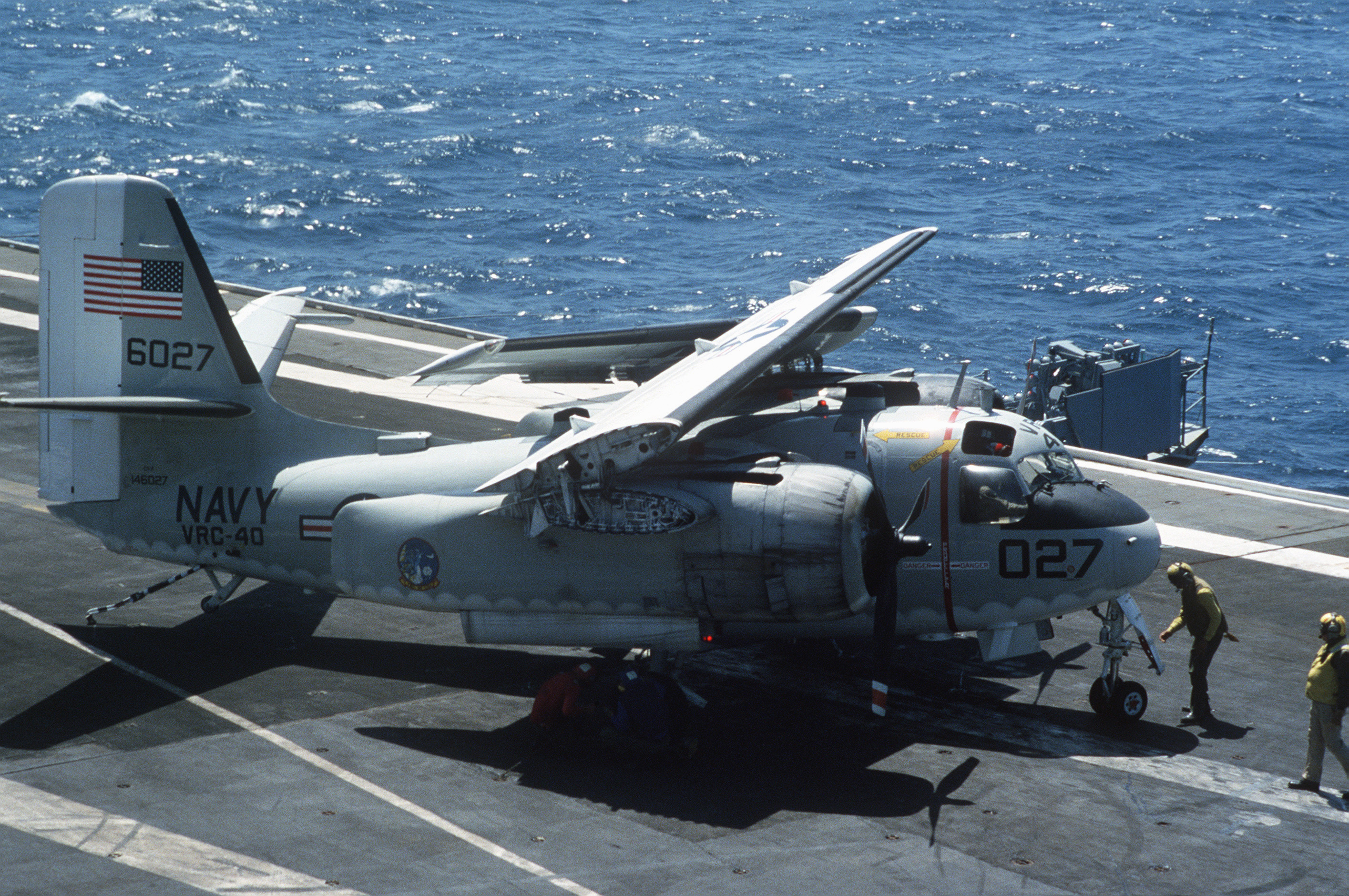
エセックス級航空母艦 レキシントン（II）艦上のC-1A 1985年の撮影)

C-1は輸送用に胴体を再設計した以外はほぼS2F-2と同様の機体である。高翼配置の主翼にレシプロエンジンを二基搭載している。専用のカーゴドアを装備していないため大型貨物の搭載には難があるものの、約1.6トンの貨物搭載能力を持つ。また、座席を設置し9名の人員を輸送することもできる。
空母搭載を前提とした艦上機のため、主翼は上方に折り畳むことができる。

## 運用
最終的な生産機数は87機で、ベトナム戦争時には洋上の空母への補給に活躍した。1965年には後継機のC-2が生産され始めたものの、アメリカ海軍がC-2の運用が難しい改エセックス級航空母艦を予備艦ながら保有し続けたこともあって、改エセックス級が全艦除籍される1980年代後半まで現役運用は続けられ、本機が退役したのは1988年9月のことであった。
ブラジル海軍は、現在同海軍が保有している空母「サンパウロ」で運用するために、中古のC-1Aを8機購入するとしている。機体はTPE331ターボプロップエンジンへの換装、電子機器の近代化などの改修を行ったうえで2018年12月の就役を予定している。8機の「ターボ・トレーダー」のうち4機がS-2Tとして空中早期警戒機に、残り4機がKC-2 COD/AAR の名で輸送任務やサンパウロに搭載されているAF-1スカイホークへの空中給油機として用いられる予定である。

## 要目
- 全長：12.80m
- 全幅：21.23m
- 全高：4.97m
- エンジン：ライト R-1820-82 レシプロエンジン （1,525馬力）2基
- 最大速度：462 km/h=M0.38
- 乗員：2名
- 搭載量：1.6トンまたは人員9名

## 派生型
C-1A
旧呼称TF-1。量産型。87機製造。
EC-1A
旧呼称TF-1Q。電子偵察・電子妨害型。4機改修。1957年より配備開始。
TF-1W
WF-2（E-1）早期警戒機開発のための空力試験機。ダミーのレーダードームの設置や尾翼の改造を行っている。

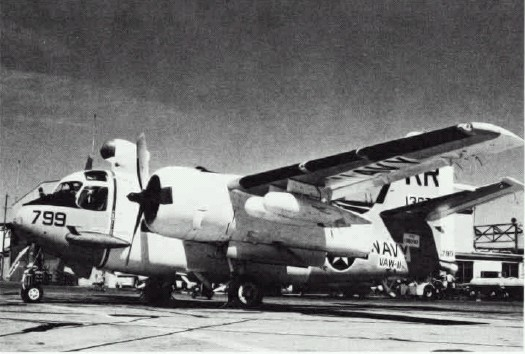
EC-1A
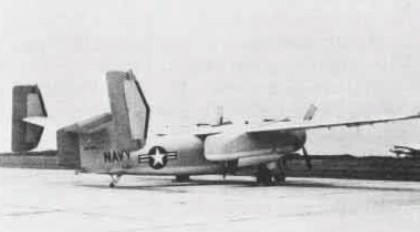
TF-1W